# Паспатис, Константинос
Константи́нос Паспа́тис (греч. Κωνσταντίνος Πασπάτης; 5 июня 1878, Ливерпуль — 14 марта 1903, Афины) — греческий теннисист, бронзовый призёр летних Олимпийских игр 1896.
Паспатис участвовал и в одиночном, и в парном теннисных турнирах на Играх. В одиночном он выиграл в первом раунде и в четвертьфинале у британца Джорджа Робертсона и грека Аристидиса Акратопулоса соответственно, однако в полуфинале он проиграл будущему чемпиону британцу Джону Пию Боланду, и занял третье место вместе с венгром Момчилом Тапавицей, так как матч за третье место не проводился.
В парном турнире он выступал вместе с другим греком Евангелосом Раллисом, однако в первом же раунде турнира они проиграли другим грекам Дионисиосу Касдаглису и Деметриосу Петрококкиносу.